# Cretonia
Cretonia là một chi bướm đêm thuộc họ Noctuidae.